# Caboose
Caboose è il termine gergale di uso comune negli Stati Uniti d'America che designa un particolare vagone ferroviario di concezione nordamericana che viene agganciato in coda assoluta ad un treno merci. Il carro ha varie finalità, di frenatura, di carro attrezzi e officina di emergenza e di trasporto dell'equipaggio necessario alle operazioni di manovra e controllo del carico.

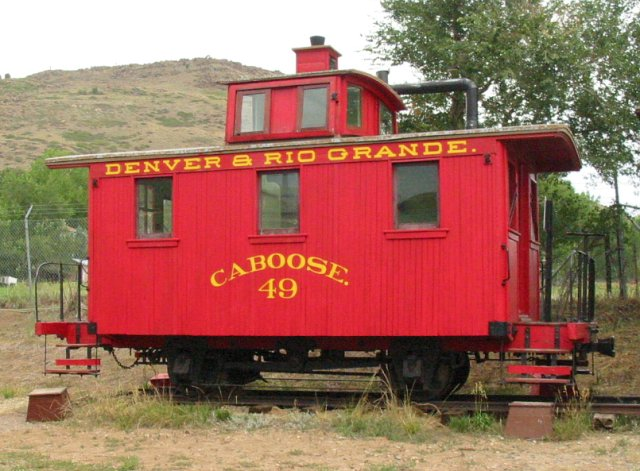
Caboose "a cupola" a due assi della Denver & Rio Grande Railroad preservato al Colorado Railroad Museum di Golden

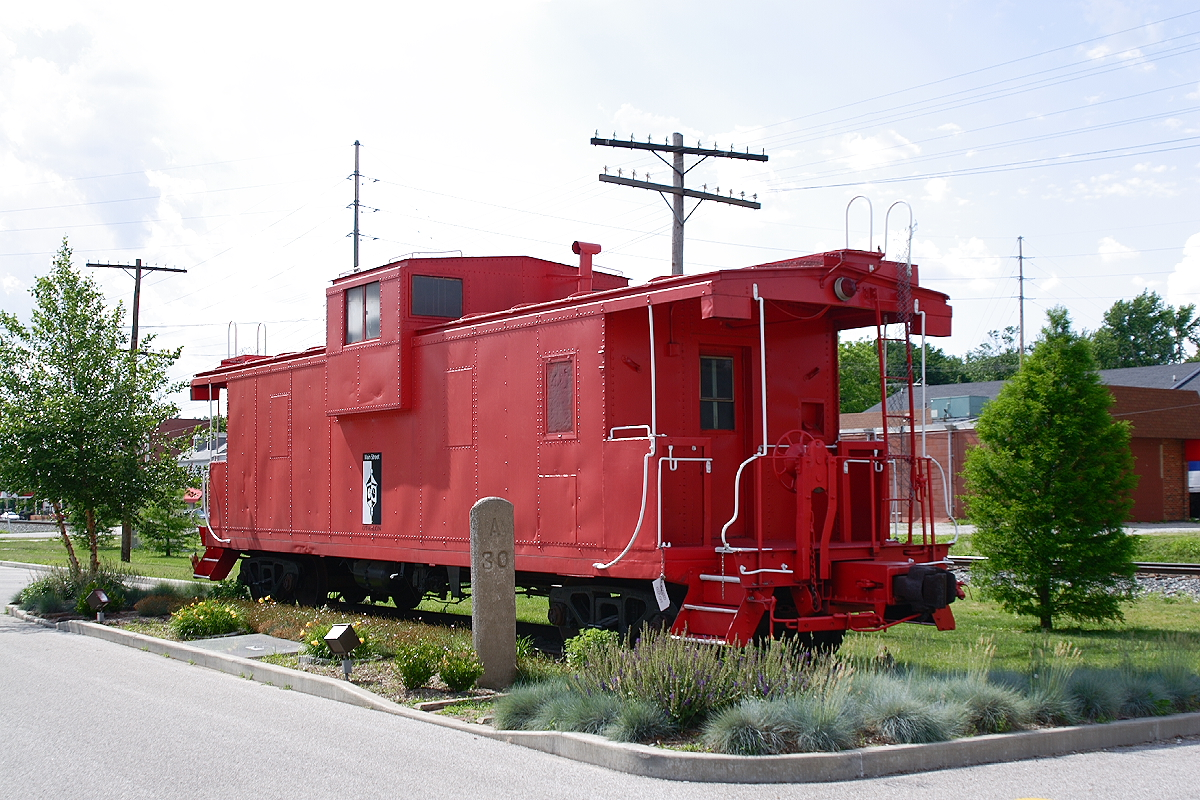
Caboose "extended vision"

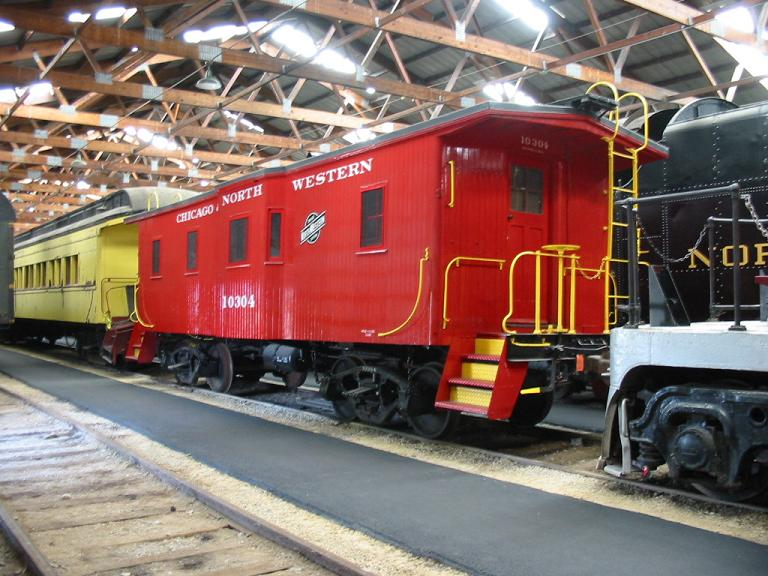
Caboose "bay window" della Chicago & North Western

Assume varie tipologie di costruzione; a volte è solo un carro pianale con cabina, altre volte è dotato di una cassa cabinata con postazioni laterali di visura del convoglio o con cupola sopraelevata. Viene realizzato in genere su carrelli a due assi ma in passato ne esistevano di più semplici a due assi.
Una tipologia similare è costituita dai vecchi carri freno di alcune ferrovie britanniche e del Commonwealth.

## Storia
L'uso dei "Caboose" negli Stati Uniti d'America ebbe inizio nella prima metà dell'Ottocento. La prima attestazione scritta del termine "caboose" per descrivere il vagone apparve nel 1859 in alcuni documenti giudiziari di una causa intentata contro la ferrovia New York and Harlem Railway.
Tali carri speciali avevano anche lo scopo di fornire all'equipaggio del treno un riparo durante il percorso e nelle lunghe soste nella parte posteriore del treno. Era infatti necessaria la presenza di vari agenti per l'azionamento degli scambi e per l'immobilizzazione dei carri con i freni a mano. Il capotreno vi teneva i registri e i documenti di viaggio con un piccolo ufficio dotato di scrivania e armadio. Nei viaggi più lunghi, il Caboose forniva un alloggio minimo, una stufa per riscaldarsi e un cucinino per le vivande.
I "Caboose" vennero ampiamente usati su tutti i treni merci in USA fino agli anni ottanta, per assicurare un certo livello di sicurezza e il controllo della marcia del treno e della sua completezza. Lo sviluppo di moderne tecnologie per il controllo della coda del treno, dell'eventuale surriscaldamento delle boccole e delle ruote e della frenatura hanno ridotto il loro uso notevolmente. 
Il loro uso è ormai limitato ai treni storici ed amatoriali, ai treni di manutenzione o di trasporto di carichi eccezionali.

## Tipologie
Le categorie di "caboose" sono caratterizzate essenzialmente dalla forma della postazione di vigilanza:
Caboose a cupolaÈ il tipo più diffuso e si caratterizza per la vedetta sopraelevata posta al centro del tetto.
Extended visionLa variante è a visione ampliata e caratterizzata da un allargamento della cassa su ambedue le fiancate con finestrature rasenti per una visione laterale di tutto il convoglio.
Bay windowNon hanno sopraelevazioni o allargamenti ma solo due protuberanze laterali vetrate.
Tutti i caboose di qualunque tipo sono dotati di terrazzini di estremità con ampie scalette laterali di accesso.